# Triodontella tenella
Triodontella tenella är en skalbaggsart som beskrevs av Fahraeus 1857. Triodontella tenella ingår i släktet Triodontella och familjen Melolonthidae. Inga underarter finns listade i Catalogue of Life.